# EC KAC
EC KAC je avstrijski hokejski klub, ki igra v Avstrijski hokejski ligi, nekdaj imenovani Liga EBEL. Domače tekme igrajo v Celovcu v Avstriji. Njihova dvorana se imenuje Stadthalle Klagenfurt. 